# Sphaerozosma aubertianum
Sphaerozosma aubertianum là một loài Song tinh tảo trong họ Desmidiaceae, thuộc chi Sphaerozosma.